# Matt Macdonald
Matt Macdonald (Auckland, 15 de março de 1999) é um remador neozelandês, campeão olímpico.

## Carreira
Macdonald conquistou a medalha de ouro nos Jogos Olímpicos de Verão de 2020 em Tóquio com a equipe da Nova Zelândia no oito com masculino, ao lado de Tom Mackintosh, Hamish Bond, Tom Murray, Michael Brake, Dan Williamson, Phillip Wilson, Shaun Kirkham e Sam Bosworth, com o tempo de 5:24.64. Nos Jogos Olímpicos de Verão de 2024, em Paris, conquistou a medalha de prata na competição de quatro sem masculino, ao lado de Murray, Oliver Maclean e Logan Ullrich com o tempo de 5:49.88.